# 波長可変レーザー
波長可変レーザーとは波長の変更が可能なレーザー。

## 概要
従来のレーザーはレーザー媒質によって事実上、一定の範囲内に発振波長が決まっており、自由に変更することはできない。しかし、一部のレーザーでは共振器の構造を変えたり、レーザー媒質の変更により一定の範囲で波長を変更できる。

## 主な波長可変レーザー

### 自由電子レーザー
加速された電子をアンジュレータ(undulator)と呼ばれる極性が交互に反転する磁石の配列に入れて電子が磁場によるローレンツ力によって軌道が蛇行する時にシンクロトロン放射光を発してレーザー光を発振する。

### 色素レーザー
レーザー媒質のレーザー色素の組成を変更することで波長を変更する。発振する波長は蛍光色素の分子構造によって決まる。

### 波長可変式半導体レーザー
共振器はMEMSの一種であるMOEMSにより回折格子の間隔を可変することで一定の範囲内で波長を変える事が可能。

## 用途
- 光ファイバー通信
- ウラン濃縮
- 光生物学

## 文献
- 山中正宣, 吉永弘、「波長可変レーザー」 『光学』 1973年 2巻 5号 p.263-284, doi:10.11438/kogaku1972.2.263,  応用物理学会（日本光学会）
- 水戸郁夫、「波長可変半導体レーザーとコヒーレント光通信への応用」 『応用物理』 1990年 59巻 9号 p.1136-1153, doi:10.11470/oubutsu1932.59.1136, 応用物理学会
- 宅間宏, 梅津和子、「レーザーを用いた同位体分離における分離係数について」 『応用物理』 1975年 44巻 10号 p.1119-1122, 応用物理学会